# Roswell Russo
O caso Roswell da Rússia (ou Russian Roswell em Inglês), diz respeito a um suposto encontro com um OVNI na Base secreta Kapustin Yar em 19 de junho de 1948. 
Supostamente um OVNI cilíndrico sobrevoava a base aérea russa mais secreta, ao ser avistado pelo operador de radar da base, onde imediatamente caças MIG foram enviados para interceptar o objeto, o que ocorreu a 10km da base.
Seguindo ordens diretas do comandante da força aérea soviética, o piloto do caça travou por 3 minutos uma batalha com o objeto, e antes de ser cegado pelas luzes que emanavam do OVNI, disparou um míssil que rompeu o invólucro antigravidade que cercava a nave, conseguindo derrubá-la. Ao contrário do caso Caso Roswell americano, o russo não chegou a ser noticiado pela imprensa.
As equipes de resgate russas ficaram eufóricas com a captura da primeira nave espacial. Levaram-na juntamente com os ocupantes para o subsolo da base Kapustin Yar. A partir daí, o programa espacial russo finalmente começou.
O caso Roswell da Rússia foi tema de um documentário do The History Channel, que no Brasil foi exibido com o título O Roswell da Rússia, dentro da série Arquivos Extraterrestres.